# غيرهارد رولفس
فريدريك غيرهارد رولفس (بالألمانية: Gerhard Rohlfs)‏ (1831 - 1896 م) هو رحالة ألماني.
زار مدينة الكفرة الواقعة جنوب ليبيا.

## روابط خارجية
- غيرهارد رولفس على موقع الموسوعة البريطانية (الإنجليزية)